# Nikolaus Büchel
Nikolaus Büchel (* 30. September 1957 in Wien) ist ein liechtensteinischer Schauspieler und Regisseur.

## Leben
Büchel wuchs in Wien auf, wo er seine Matura am Gymnasium Klostergasse in Wien machte. Der von Geburt an Liechtensteiner Staatsbürger begann 1975 seine Studien in Jura, Kunstgeschichte, Theaterwissenschaft und Romanistik in Wien und München.
1977 begann er seine Schauspiel- und Regieausbildung an der Hochschule Mozarteum in Salzburg und war schon währenddessen als freier Schauspieler in Wien und München tätig. Er trat dabei in Film- und Fernsehrollen bei „Derrick“ und „Der Schüler Gerber“ auf. Nach Abschluss des Mozarteums wurde Büchel 1981 als Schauspieler und Regieassistent an das Schauspiel Bonn engagiert, wo er Arbeiten mit Hans Hollmann, Peter Palitzsch, Rudolf Noelte, Peter Eschberg, Horst Zankl, Kurt Hübner, Ellen Hammer auf die Bühne brachte. Gleichzeitig absolvierte er ein privates Gesangsstudium in München bei Jean Stawsky und in Köln bei Waltraud Schulte-Greve.
Seit 1985 war Büchel zumeist als freier Regisseur und Dramaturg an verschiedenen Bühnen im deutschsprachigen Raum tätig. Inszenierungen von ihm feierten Premiere am Schauspiel Bonn, Volkstheater Wien, am Schillertheater Berlin, Schauspiel Frankfurt, Staatsschauspiel Stuttgart, Schauspiel Essen, Staatstheater Saarbrücken, Kammeroper Wien, Staatstheater Darmstadt, Landestheater Innsbruck, Theater in der Josefstadt-Rabenhof Wien.
Gleichzeitig beschäftigte sich Büchel mit der Strukturberatung und wirkte an Symposien über Theaterstruktur in Frankfurt am Main mit. Von 1987 bis 1990 war er Assistent der Intendanz und Mitglied der Dramaturgie am Schauspiel Bonn.
1988 folgte Büchels erste Gastprofessur für dramatischen Unterricht am Mozarteum, welcher 1996 eine weitere Professur folgte. 1992 übernahm Büchel die damals sehr boulevardesk orientierten Sommerspiele Melk im Barockgarten des Benediktinerstifts, deren künstlerischer Leiter und Intendant mit Inszenierungen des Grillparzer-Zyklus, Faust I + II, er bis 2001 blieb. Von 1994 bis 1997 wurde Büchel künstlerischer Leiter in paritätischer Teamintendanz und Schauspieldirektor der Bühnen der Landeshauptstadt Kiel.
Für seine Inszenierungen wurde Büchel 1997 mit dem Kulturpreis des Landes Niederösterreich für Darstellende Kunst ausgezeichnet.
1998 folgten den Gastprofessuren am Mozarteum Salzburg ein gesonderter Lehrauftrag im Hauptfach Schauspiel an der Universität für Musik und darstellende Kunst in Graz und ein Lehrauftrag am Institut für Kulturmanagement an der Universität für Musik und darstellende Kunst in Wien.
2001 legte Büchel seine Intendanz in Melk nieder, gründete die Theateragentur Ensemble A für Projekte und Künstler in Wien  und verfasste eine wissenschaftliche Arbeit über das Stadttheater und seine Strukturen im deutschsprachigen Raum. Von 2003 bis 2006 wurde Büchel Mitglied der künstlerischen Leitung im Team von Klaus Weise am Theater Bonn und stellvertretender Vorsitzender von MusiKi, einem Förderverein für musikalisches Kindertheater.
Seit 2006 ist Büchel als freier Regisseur und Dramaturg an deutschsprachigen Bühnen, vor allem in Graz und Wien tätig. Als Dozent unterrichtet Büchel zudem die Fächer Rollenstudium und szenisches Studium an der Theaterakademie Stuttgart.

## Inszenierungen (Auswahl)
- 1986: Christa Wolf: Kassandra (in eigener Bearbeitung), DE, Schauspiel Bonn
- 1987: Harald Müller: Totenfloß, OeE am Volkstheater Wien
- 1987: Oscar Wilde: Bunbury (in eigener Neuübersetzung), Schauspiel Bonn
- 1988: Georges Feydeau: Floh im Ohr, Schauspiel Bonn
- 1989: Horst Laube: Der erste Tag des Friedens, Staatstheater Stuttgart
- 1990: Ria Endres: Acht Weltmeister, UA, Staatstheater Darmstadt
- 1990: Elfriede Jelinek: Was geschah, nachdem Nora ihren Mann verlassen hatte, DE, Schauspiel Bonn
- 1990: Thomas Bernhard: Der deutsche Mittagstisch, Schillertheater Berlin
- 1991: René Kalisky: Jim, der Kühne, UA, Schauspiel Bonn
- 1991: Jean Genet: Elle, Staatstheater Mainz
- 1991: Reinhard P. Gruber/Prestele: Heimatlos, Schauspiel Frankfurt
- 1992: George Tabori: Goldberg-Variationen, Schauspiel Frankfurt
- 1993: Marivaux: Verführbarkeit auf beiden Seiten (eigene Neuübersetzung), Sommerfestspiele Melk
- 1994: Johann Nestroy: Der Talisman, Tiroler Landestheater Innsbruck
- 1994: Molière: Amphitryon, Sommerfestspiele Melk
- 1995: Johann Wolfgang von Goethe: Faust I und II, Sommerfestspiele Melk
- 1995: Timberlake Wertenbaker: Zum Wohle unseres Landes, DsE, (in eigener Übersetzung, eigenes Bühnenbild), Bühnen der Landeshauptstadt Kiel
- 1996: Gotthold Ephraim  Lessing: Emilia Galotti, Bühnen der Landeshauptstadt Kiel
- 1996: Franz Grillparzer: König Ottokars Glück und Ende, Sommerfestspiele Melk
- 1997: Franz Grillparzer: Weh dem, der lügt!, Sommerfestspiele Melk
- 1998: Terrence McNally: Master Class, Schauspiel Essen
- 1998: Werner Richard Heymann: Die Drei von der Tankstelle, Metropol Wien (ML: Roman Gottwald, eigenes Bühnenbild)
- 1999: Véronique Olmi: Die Umarmung des Skorpions, UA, Schauspiel Essen
- 1999: Michael Wildenhain: Der Deutsche Zwilling, UA, Saarländisches Staatstheater
- 2000: Ferdinand Raimund: Der Bauer als Millionär, Festspiele Reichenau
- 2000: Gotthold Ephraim Lessing: Nathan der Weise, Sommerfestspiele Melk (eigenes Bühnenbild)
- 2000: Klaus Pohl: Die Nacht des Schicksals, UA, Städt.Bühnen Heidelberg
- 2000: Johann Nestroy: Einen Jux will er sich machen, Festspiele Reichenau
- 2000: K. Fallend: An wen soll ich schreiben, an Gott?, UA, Landestheater Linz, (ML: Peter Androsch, eigenes Bühnenbild)
- 2002: Alan Ayckbourn: Schöne Bescherungen, Staatstheater Darmstadt
- 2003: Call my number, musikalische Revue, Theater Bonn (ML: M. Barfuß)
- 2003: Gotthold Ephraim Lessing: Liebe und Kapital (frühe Einakter), Lessingfestival Kamenz
- 2004: Henrik Ibsen: John Gabriel Borkman, eigenes Bühnenbild, Landestheater Linz
- 2005: Bedřich Smetana: Die verkaufte Braut, Oper Klosterneuburg (ML: Thomas Rösner)
- 2005: Leonce und Lena – Wünsche und Wirklichkeiten – nach Georg Büchner, eigenes Bühnenbild, Theater Bonn
- 2006: Mathias Ospelt: Cirque Souverain, UA, Staatsfestival Liechtenstein (200 Jahre Souveränität), (ML Marco Schädler)
- 2006: Xavier Durringer: Ganze Tage – ganze Nächte, ÖEA, Universität Graz
- 2007: Susanne Wolf: Blickwechsel, UA, Volkstheater Wien
- 2007: Jon Fosse: Winter, ÖEA, eigenes Bühnenbild, Ensembletheater Wien
- 2008: Susanne Wolf (nach Shakespeare): Viel Lärm um nix, UA, Kultursommer Laxenburg (ML: Peter Uwira)
- 2008: Mozart: Die Gärtnerin aus Liebe, Beethovenfest Bonn, (ML: S. Breuing, eigenes Bühnenbild)
- 2009: Susanne Wolf: Frau Wegrostek schlägt zurück, UA, Volkstheater Wien
- 2010: Lida Winiewicz: Geisterbahn, UA, eigenes Bühnenbild, Stadttheater Wien
- 2010: Mozart: Der Schauspieldirektor, Kooperation Beethovenfest Bonn, Theater Bonn, Netzwerk Ludwig van (ML: S. Breuing, eigenes Bühnenbild)
- 2011: Gregor Seberg/Büchel: Oh, du mein Österreich, Kabarett-Tournee, Stückentwicklung und Regie, UA, eigenes Bühnenbild
- 2011: Susanne  Wolf (nach Homer): Der listige Herr Odysserl, UA, Kultursommer Laxenburg (ML: Peter Uwira, eigenes Bühnenbild)
- 2011: Lew Tolstoi: Die Kreutzersonate, Dramatisierung und Einrichtung, UA, (ML: Gulda/Bauer/Lier)
- 2012: Franz Lehár: Der Graf von Luxemburg, Operette Balzers, (ML: W. Büchel/K.-H. Dold, eigenes Bühnenbild)
- 2012: Leo Tolstoi: Anna Karenina, Off-Theater Wien/Schauspielschule Krauss (Fassung Armin Kerber, eigenes Bühnenbild)
- 2013: Solveig Palm: Wagners Hirn, UA, Theater Bonn in Kooperation Netzwerk Ludwig van (ML: Alexander Wagner, eigenes Bühnenbild)
- 2014: Carl Millöcker: Gasparone, Operette Balzers, (ML: W. Büchel/K.-H. Dold, eigenes Bühnenbild)
- 2014: Felix Mitterer: Krach im Hause Gott, Kooperation Theater am Kirchplatz/Theater Karussell
- 2014: Bertha von Suttner: Die Waffen nieder!, Fassung und Regie, UA, Festspiele Reichenau, Thalhof
- 2014: Carl Maria von Weber: Der Freischütz, Festival Opera Viva (ML: Gion Tuor, eigenes Bühnenbild)
- 2018: Hugo von Hofmannsthal: Der Schwierige, Festspiele Schloss Tillysburg